# Liana (cantora)
Liliana Andreia Carvalho da Costa, mais conhecida por Liana (Coimbra, 27 de Dezembro de 1979), é uma fadista portuguesa.

## Biografia
Nascida em Coimbra, muito cedo se muda para Lisboa e começa a cantar fado com apenas 9 anos de idade, no Coliseu dos Recreios.
Liana venceu doze concursos de fado na sua infância e adolescência. Destaca-se a vitória, por duas vezes, na Grande Noite do Fado, em 1994 e 1996, nas categorias juvenil e sénior, lançando por esta altura dois álbuns de fado.
Em 2000 venceu o Festival RTP da Canção.
Também em 2000 integra o elenco do musical "Amália" sob a direção de Filipe La Féria, onde protagoniza durante 5 anos o papel de Amália jovem e com o qual ganha o Prémio Pateota para Actriz Revelação.
Em 2004 lança o álbum “Fado.pt”, que contou com a participação de Tiago Machado como produtor, compositor e músico. No disco participaram também nomes como Custódio Castelo, José Manuel Neto, Luís Guerreiro e Femme Art String Quartet.
Segue-se “Sombra” em 2005, em edição de autor.
Em 2007 Liana junta-se à banda luso-sueca de world music "Stockholm Lisboa Project", e no mesmo ano o álbum “Sol” é lançado.
Em 2008 canta em português e em árabe em "From Palestine to Portugal" com a cantora Reem Kelani, num projeto apadrinhado pelo Musicport Festival e pela Fundação Calouste Gulbenkian.
Em 2009, é lançado um novo álbum com os Stockholm Lisboa Project denominado “Diagonal”.[3] Este segundo disco recebeu as melhores críticas nas revistas de world music, incluindo o prémio de melhor disco de 2009 pela crítica alemã Preis der Deutschen Schallplatten Kritic e a nomeação nos Songlines Music Awards 2010[4] no Reino Unido, bem como um showcase na maior Feira de Música Internacional, a Womex, em Copenhaga.
Fez concertos por toda a Europa (Espanha, França, Luxemburgo, Suíça, Suécia, Inglaterra, Alemanha, Holanda, Finlândia, Roménia, Áustria), mas também na Austrália, China, Estados Unidos da América, Canadá, Brasil e foi a primeira artista de fado a fazer uma tournée pelo Médio Oriente (Líbano, Dubai, Bahrein).
Em 2010, a convite de Filipe La Féria, interpreta as personagens de Severa e Hermínia Silva no musical "Fado História de um Povo" no Casino Estoril.
É convidada frequente da Grand Union Orchestra de Inglaterra, cantando temas originalmente compostos para si, pelo maestro Tony Haines.
"Embalo" é lançado em Março de 2014. É acompanhada pelos músicos António Dias, Nelson Aleixo e Francisco Gaspar e interpreta temas do seu início no mundo do fado, homenageando artistas como Fernanda Maria, Ada de Castro, João Braga, entre outros.
Liana é a criadora e mentora de Sing Fado, uma experiência que visa mostrar a história do Fado, os seus artistas e incentivar a experimentar a sua poesia e música. Direcionada para todas pessoas que gostariam de saber um pouco mais sobre fado, tem sido bem acolhida por portugueses e turistas de todas as nacionalidade.
Em 2014 o Sing Fado mereceu o convite para fazer parte dos serviços educativos do Museu do Fado, em Alfama.
Em 2015 foi mãe de gémeos e fez um interregno na carreira, dedicando-se quase exclusivamente à maternidade.
Liana é licenciada em Turismo e pós-graduada em Política Social. Para a tese de Mestrado, escolheu refletir sobre a procura de alternativas para combater o Idadismo (discriminação pela idade) e a Gerontofobia (medo de envelhecer).
Publicamente ativista Ambiental e ativista pelos Direitos dos Animais, Liana é Vegetariana desde 2002, tornando-se Vegan em 2016 e permacultora em 2017
Em 2018 criou um blog “Plantar Amor”, onde partilha ideias sobre Ativismo Ambiental, Educação Alternativa e Vegetarianismo.
Em Outubro de 2018 regressou com o primeiro single do álbum previsto para 2019. "Notícia de Abertura" é uma sátira de José Rebola (Anaquim) sobre a comunicação social.
O videoclipe do tema, realizado por Miguel Barriga conta com a participação dos actores Ricardo Raposo, Catarina Claro e Madalena Gil.
No entanto o álbum só saiu em em Março de 2020, em plena pandemia Covid 19.
O álbum chamou-se "Mãe" e refletia a forma como Liana entendia o mundo, depois da maternidade. 
Nas palavras de Liana, “ser mãe impôs o upgrade para a versão idealizada de mim, que nunca tinha tido coragem de ser. Canto agora não um passado fatalista, mas a descoberta de um futuro por criar"
Liana escolheu pessoalmente as temáticas e os autores convidados e assumiu também a autoria de alguns dos temas 
Contou com a participação de Pedro da Silva Martins (Deolinda) sobre a temática de Natureza, Tiago Torres da Silva sobre o envelhecimento, José Rebola (Anaquim) sobre o sensacionalismo jornalístico, Nuno Figueiredo (Virgem Suta) sobre as redes sociais, Nuno Nazareth Fernandes e Carlos Baleia sobre a inclusão, Custódio Castelo e Mário Pacheco compuseram para poemas sobre educação alternativa.
António Zambujo, com quem Liana trabalhou em "Amália - o musical", colaborou de novo consigo e fez o tema Mãe (sobre as alterações climáticas) que dá nome ao álbum. 
Sobre o álbum Liana disse apenas: "gostava que os meus filhos gostassem do disco, foi feito por eles"
Este trabalho contou com a produção de Tiago Machado (“Ó Gente da Minha Terra”; “Melhor de Mim” Mariza) e com os músicos José Manuel Neto, Pedro Joia e Marino Freitas.
"Velha Mãe" foi o single do álbum Mãe e teve dois videoclipes. 
Um deles "Velha Mãe - em tempo de distância" foi feito durante o isolamento Covid 19 em Portugal. Liana pediu nas suas redes sociais, imagens reais do isolamento dos seus seguidores e o video, realizado e montado por Patrícia Resende é uma compilação dessas imagens num testemunho dos tempos em que o álbum foi lançado.
Como mãe de uma criança do grupo de risco (por doença cardíaca crónica), Liana e a família estiveram isolados durante 2 anos até existir vacinação de crianças. 
A vivência da pandemia teve um profundo impacto na vida de Liana. Deixou a carreira de cantora, afastou-se das redes sociais e mudou-se com a família para uma pequena aldeia no norte da Finlândia. 
Faz apenas concertos em alturas excepcionais.

## Discografia

### Álbuns de estúdio
- Foi Deus (1994) (Discossete)
- Barco Negro (1996) (Discossete)
- Fado.pt (2004) (Difference)[2]
- Sombra (2005) (Edição de autor)
- Embalo (2013) (Edição de autor)
- Mãe (2020) (Edição de autor)

### Singles
- "Tempo" (2003) (Different World)[3]
- "Notícia de Abertura" (2018) (Edição de Autor)
- "Velha Mãe" (2020) (Edição de Autor)

### Compilações
- Novo Fado (2006) (Difference) com o tema "Tempo"[4]
- Amália Revisited (2005) (Difference) no tema "Cansaço" de Bulllet[5]
- Tango Around the World (2007) (Putumayo World Music) com o tema "Estrela da Tarde"[6]

### Stockholm Lisboa Project
- Sol (2007) (Nomis Musik) com Stockholm Lisboa Project[7]
- Diagonal (2009) (Nomis Musik & Westpark) com Stockholm Lisboa Project[8]

### Compilações
- Songlines Music Awards 2010 (2010) (Songlines) com o tema "Naverbiten / Corpo Aceso"[9]